# Gelanglor
Gelanglor is een bestuurslaag in het regentschap Ponorogo van de provincie Oost-Java, Indonesië. Gelanglor telt 3801 inwoners (volkstelling 2010).